# District de Miyako (Okinawa)
Pour les articles homonymes, voir District de Miyako.
Le district de Miyako (宮古郡, Miyako-gun) est un district de la préfecture d'Okinawa au Japon, administrant les îles Tarama-jima et Minna-jima, qui font partie des îles Miyako.

## Municipalité
Le district est composé de l'unique village de Tarama (多良間村, Tarama-son) : plus de 1 303 habitants en 2012.